# Frédéric Sève
Pour les articles homonymes, voir Seve (homonymie).
Frédéric Sève, né le 27 décembre 1966 à Villefranche-sur-Saône et mort le 25 juillet 2022 à Aime-la-Plagne est un enseignant et syndicaliste français, secrétaire général du Sgen-CFDT à partir de 2012, succédant ainsi à Thierry Cadart. En décembre 2016, il rejoint la commission exécutive confédérale de la CFDT comme secrétaire national et est remplacé à la tête du Sgen-CFDT par Catherine Nave-Bekhti.

## Biographie
Frédéric Sève est professeur de sciences économiques et sociales.
Il représente la CFDT lors des consultations menées par le gouvernement en 2018 sur divers points : « retraite par points, cotisations, niveau de couverture, égalité homme-femme, universalité du futur système… ».
Il meurt subitement le 25 juillet 2022 à la suite d'une crise cardiaque survenue lors d'une randonnée pédestre.

### Responsabilités syndicales nationales
De 2012 à 2016, il est « secrétaire général du Sgen-CFDT »
,,,,,.
En 2016, il devient « secrétaire national de la CFDT », un temps « chargé des questions d'immigration ».
En 2018, il est « secrétaire national de la CFDT en charge des retraites »,.